# Stanley-Cup-Playoffs 1976
Die Playoffs um den Stanley Cup des Jahres 1976 begannen am 6. April 1976 und endeten am 16. Mai 1976 mit dem 4:0-Sieg der Canadiens de Montréal gegen die Philadelphia Flyers. Die Canadiens errangen somit ihren 19. Titel der Franchise-Geschichte und beendeten zugleich die Serie der Flyers, die nach zwei Stanley-Cup-Siegen in Folge den dritten Erfolg verpassten. Allerdings stellte Philadelphias Reggie Leach mit 19 erzielten Toren einen Playoff-Rekord auf, der bis heute (Stand: Playoffs 2025) nur einmal von Jari Kurri im Jahre 1985 eingestellt wurde. Infolgedessen wurde der Angreifer der dritte Spieler und bis heute einzige Feldspieler der NHL-Geschichte, der die Conn Smythe Trophy als Most Valuable Player der post-season erhielt, obwohl sein Team das Finale verlor; zuvor gelang dies nur den Torhütern Roger Crozier (1966) und Glenn Hall (1968).

## Modus
Die zwölf für die Playoffs qualifizierten Teams wurden entsprechend ihrer Leistung in der regulären Saison (meiste Punkte; bei Gleichstand meiste Siege) auf der Setzliste platziert. Dabei waren allerdings die vier Divisionssieger per Freilos für das Viertelfinale gesetzt, während die übrigen acht Teilnehmer eine Vorrunde ausspielten. In allen Runden wurden die Paarungen durch die Setzliste bestimmt, so traf jeweils die am höchsten gesetzte auf die am niedrigsten gesetzte Mannschaft, die Nummer zwei auf das vorletzte Team usw.
Die Serien der Vorrunde wurden im Best-of-Three-, die Serien aller folgenden Runden im Best-of-Seven-Modus ausgespielt, das heißt, dass ein Team ab dem Viertelfinale vier Siege zum Weiterkommen benötigte; in der ersten Runde nur zwei. Das höher gesetzte Team hatte dabei – ab der zweiten Runde – in den ersten beiden Spielen Heimrecht, die nächsten beiden das gegnerische Team. Sollte bis dahin kein Sieger aus der Runde hervorgegangen sein, wechselte das Heimrecht von Spiel zu Spiel. So hatte die höher gesetzte Mannschaft in den Spielen 1, 2, 5 und 7, also vier der maximal sieben Spiele, einen Heimvorteil. In der Vorrunde wechselte das Heimrecht dagegen von Spiel zu Spiel.
Bei Spielen, die nach der regulären Spielzeit von 60 Minuten unentschieden blieben, folgte die Overtime. Sie endete durch das erste erzielte Tor (Sudden Death).

## Qualifizierte Teams
| - (1) Canadiens de Montréal D - (2) Philadelphia Flyers D - (3) Boston Bruins D - (4) Buffalo Sabres - (5) New York Islanders - (6) Los Angeles Kings | - (7) Toronto Maple Leafs - (8) Pittsburgh Penguins - (9) Atlanta Flames - (10) Chicago Black Hawks D - (11) Vancouver Canucks - (12) St. Louis Blues |

Legende:

## Playoff-Baum
|  | Vorrunde                                                              | Vorrunde              | Vorrunde            |    | Viertelfinale         | Viertelfinale | Viertelfinale |  | Halbfinale | Halbfinale | Halbfinale |  |  | Stanley-Cup-Finale | Stanley-Cup-Finale | Stanley-Cup-Finale |
|  |                                                                       |                       |                     |    |                       |               |               |  |            |            |            |  |  |                    |                    |                    |
|  | 1                                                                     | Canadiens de Montréal |                     |    |                       |               |               |  |            |            |            |  |  |                    |                    |                    |
|  |                                                                       | Freilos               |                     |    |                       |               |               |  |            |            |            |  |  |                    |                    |                    |
|  | 1                                                                     | Canadiens de Montréal | 4                   |    |                       |               |               |  |            |            |            |  |  |                    |                    |                    |
|  | 1                                                                     | Canadiens de Montréal | 4                   |    |                       |               |               |  |            |            |            |  |  |                    |                    |                    |
|  | 10                                                                    | Chicago Black Hawks   | 0                   |    |                       |               |               |  |            |            |            |  |  |                    |                    |                    |
|  | 10                                                                    | Chicago Black Hawks   | 0                   | 2  | Philadelphia Flyers   |               |               |  |            |            |            |  |  |                    |                    |                    |
|  |                                                                       |                       |                     | 2  | Philadelphia Flyers   |               |               |  |            |            |            |  |  |                    |                    |                    |
|  |                                                                       | Freilos               |                     |    |                       |               |               |  |            |            |            |  |  |                    |                    |                    |
|  | 1                                                                     | Canadiens de Montréal | 4                   |    |                       |               |               |  |            |            |            |  |  |                    |                    |                    |
|  | 1                                                                     | Canadiens de Montréal | 4                   |    |                       |               |               |  |            |            |            |  |  |                    |                    |                    |
|  | 5                                                                     | New York Islanders    | 1                   |    |                       |               |               |  |            |            |            |  |  |                    |                    |                    |
|  | 5                                                                     | New York Islanders    | 1                   | 3  | Boston Bruins         |               |               |  |            |            |            |  |  |                    |                    |                    |
|  |                                                                       |                       |                     | 3  | Boston Bruins         |               |               |  |            |            |            |  |  |                    |                    |                    |
|  |                                                                       | Freilos               |                     |    |                       |               |               |  |            |            |            |  |  |                    |                    |                    |
|  | 2                                                                     | Philadelphia Flyers   | 4                   |    |                       |               |               |  |            |            |            |  |  |                    |                    |                    |
|  | 2                                                                     | Philadelphia Flyers   | 4                   |    |                       |               |               |  |            |            |            |  |  |                    |                    |                    |
|  | 7                                                                     | Toronto Maple Leafs   | 3                   |    |                       |               |               |  |            |            |            |  |  |                    |                    |                    |
|  | 7                                                                     | Toronto Maple Leafs   | 3                   | 4  | Buffalo Sabres        | 2             |               |  |            |            |            |  |  |                    |                    |                    |
|  |                                                                       |                       |                     | 4  | Buffalo Sabres        | 2             |               |  |            |            |            |  |  |                    |                    |                    |
|  | 12                                                                    | St. Louis Blues       | 1                   |    |                       |               |               |  |            |            |            |  |  |                    |                    |                    |
|  | 12                                                                    | St. Louis Blues       | 1                   | 1  | Canadiens de Montréal | 4             |               |  |            |            |            |  |  |                    |                    |                    |
|  | (Die Teams wurden nach der ersten und der zweiten Runde neu gesetzt.) |                       |                     | 1  | Canadiens de Montréal | 4             |               |  |            |            |            |  |  |                    |                    |                    |
|  |                                                                       | 2                     | Philadelphia Flyers | 0  |                       |               |               |  |            |            |            |  |  |                    |                    |                    |
|  | 5                                                                     | 2                     | Philadelphia Flyers | 0  | New York Islanders    | 2             |               |  |            |            |            |  |  |                    |                    |                    |
|  | 5                                                                     |                       |                     |    | New York Islanders    | 2             |               |  |            |            |            |  |  |                    |                    |                    |
|  | 11                                                                    | Vancouver Canucks     | 0                   |    |                       |               |               |  |            |            |            |  |  |                    |                    |                    |
|  | 11                                                                    | Vancouver Canucks     | 0                   | 3  | Boston Bruins         | 4             |               |  |            |            |            |  |  |                    |                    |                    |
|  |                                                                       |                       |                     | 3  | Boston Bruins         | 4             |               |  |            |            |            |  |  |                    |                    |                    |
|  | 6                                                                     | Los Angeles Kings     | 3                   |    |                       |               |               |  |            |            |            |  |  |                    |                    |                    |
|  | 6                                                                     | Los Angeles Kings     | 3                   | 6  | Los Angeles Kings     | 2             |               |  |            |            |            |  |  |                    |                    |                    |
|  |                                                                       |                       |                     | 6  | Los Angeles Kings     | 2             |               |  |            |            |            |  |  |                    |                    |                    |
|  | 9                                                                     | Atlanta Flames        | 0                   |    |                       |               |               |  |            |            |            |  |  |                    |                    |                    |
|  | 9                                                                     | Atlanta Flames        | 0                   | 2  | Philadelphia Flyers   | 4             |               |  |            |            |            |  |  |                    |                    |                    |
|  |                                                                       |                       |                     |    |                       |               |               |  |            |            |            |  |  |                    |                    |                    |
|  | 3                                                                     | Boston Bruins         | 1                   |    |                       |               |               |  |            |            |            |  |  |                    |                    |                    |
|  | 3                                                                     | Boston Bruins         | 1                   | 7  | Toronto Maple Leafs   | 2             |               |  |            |            |            |  |  |                    |                    |                    |
|  |                                                                       |                       |                     | 7  | Toronto Maple Leafs   | 2             |               |  |            |            |            |  |  |                    |                    |                    |
|  | 8                                                                     | Pittsburgh Penguins   | 1                   |    |                       |               |               |  |            |            |            |  |  |                    |                    |                    |
|  | 8                                                                     | Pittsburgh Penguins   | 1                   | 4  | Buffalo Sabres        | 2             |               |  |            |            |            |  |  |                    |                    |                    |
|  |                                                                       |                       |                     | 4  | Buffalo Sabres        | 2             |               |  |            |            |            |  |  |                    |                    |                    |
|  | 5                                                                     | New York Islanders    | 4                   |    |                       |               |               |  |            |            |            |  |  |                    |                    |                    |
|  | 5                                                                     | New York Islanders    | 4                   | 10 | Chicago Black Hawks   |               |               |  |            |            |            |  |  |                    |                    |                    |
|  |                                                                       |                       |                     | 10 | Chicago Black Hawks   |               |               |  |            |            |            |  |  |                    |                    |                    |
|  |                                                                       | Freilos               |                     |    |                       |               |               |  |            |            |            |  |  |                    |                    |                    |

## Vorrunde

### (4) Buffalo Sabres – (12) St. Louis Blues
| 6. April 1976 | St. Louis Blues Derek Sanderson (4:14) Chuck Lefley (8:28) Larry Patey (19:42) Garry Unger (41:56) Chuck Lefley (55:31) | 5:2 (3:0, 0:0, 2:2) Spielbericht Stand: 1:0 | Buffalo Sabres Rick Martin (48:37) Jacques Richard (58:11) | St. Louis Arena, St. Louis, Missouri Anm. Zuschauer: 12.334 |

| 8. April 1976 | Buffalo Sabres Craig Ramsay (47:35) Danny Gare (51:24) Danny Gare (71:43) | 3:2 n. V. (0:0, 0:0, 2:2, 1:0) Spielbericht Stand: 1:1 | St. Louis Blues Garry Unger (42:01) Dave Hrechkosy (58:02) | Buffalo Memorial Auditorium, Buffalo, New York Anm. Zuschauer: 16.433 |

| 9. April 1976 | Buffalo Sabres Gilbert Perreault (19:05) Don Luce (74:27) | 2:1 n. V. (1:0, 0:1, 0:0, 1:0) Spielbericht Stand: 2:1 | St. Louis Blues Red Berenson (29:10) | Buffalo Memorial Auditorium, Buffalo, New York Zuschauer: 16.435 |

### (5) New York Islanders – (11) Vancouver Canucks
| 6. April 1976 | New York Islanders Gerry Hart (6:01) Billy Harris (8:28) Lorne Henning (20:10) Bill MacMillan (25:36) Bob Nystrom (28:20) | 5:3 (2:2, 3:0, 0:1) Spielbericht Stand: 1:0 | Vancouver Canucks Dennis Ververgaert (2:58) John Gould (8:18) Bob Dailey (44:27) | Nassau Veterans Memorial Coliseum, Uniondale, New York Zuschauer: 14.865 |

| 8. April 1976 | Vancouver Canucks Chris Oddleifson (27:49) | 1:3 (0:1, 1:0, 0:2) Spielbericht Stand: 0:2 | New York Islanders Jean-Paul Parisé (3:13) Garry Howatt (51:39) Clark Gillies (52:11) | Pacific Coliseum, Vancouver, British Columbia Zuschauer: 15.612 |

### (6) Los Angeles Kings – (9) Atlanta Flames
| 6. April 1976 | Los Angeles Kings Tom Williams (0:50) Bob Nevin (22:40) | 2:1 (1:0, 1:0, 0:1) Spielbericht Stand: 1:0 | Atlanta Flames Barry Gibbs (54:36) | The Forum, Inglewood, Kalifornien |

| 8. April 1976 | Atlanta Flames | 0:1 (0:0, 0:0, 0:1) Spielbericht Stand: 0:2 | Los Angeles Kings Bob Berry (58:16) | Omni Coliseum, Atlanta, Georgia Zuschauer: 10.450 |

### (7) Toronto Maple Leafs – (8) Pittsburgh Penguins
| 6. April 1976 | Toronto Maple Leafs Jim McKenny (13:01) Lanny McDonald (24:44) Bob Neely (31:00) George Ferguson (55:02) | 4:1 (1:0, 2:0, 1:1) Spielbericht Stand: 1:0 | Pittsburgh Penguins Stan Gilbertson (44:17) | Maple Leaf Gardens, Toronto, Ontario Zuschauer: 16.485 |

| 8. April 1976 | Pittsburgh Penguins Lowell MacDonald (31:25) Vic Hadfield (59:21) | 2:0 (0:0, 1:0, 1:0) Spielbericht Stand: 1:1 | Toronto Maple Leafs | Civic Arena, Pittsburgh, Pennsylvania Zuschauer: 13.626 |

| 9. April 1976 | Toronto Maple Leafs Jim McKenny (17:01) Pat Boutette (22:03) Börje Salming (29:14) Lanny McDonald (42:14) | 4:0 (1:0, 2:0, 1:0) Spielbericht Stand: 2:1 | Pittsburgh Penguins | Maple Leaf Gardens, Toronto, Ontario Zuschauer: 16.485 |

## Viertelfinale

### (1) Canadiens de Montréal – (10) Chicago Black Hawks
| 11. April 1976 | Canadiens de Montréal Larry Robinson (4:22) Pete Mahovlich (8:30) Doug Jarvis (36:41) Jim Roberts (52:50) | 4:0 (2:0, 1:0, 1:0) Spielbericht Stand: 1:0 | Chicago Black Hawks | Forum de Montréal, Montréal, Québec Zuschauer: 16.111 |

| 13. April 1976 | Canadiens de Montréal Yvan Cournoyer (34:51) Jacques Lemaire (35:05) Guy Lafleur (40:12) | 3:1 (0:1, 2:0, 1:0) Spielbericht Stand: 2:0 | Chicago Black Hawks Darcy Rota (3:55) | Forum de Montréal, Montréal, Québec Zuschauer: 16.169 |

| 15. April 1976 | Chicago Black Hawks Pit Martin (57:49) | 1:2 (0:0, 0:1, 1:1) Spielbericht Stand: 0:3 | Canadiens de Montréal Yvon Lambert (25:21) Guy Lafleur (59:47) | Chicago Stadium, Chicago, Illinois Zuschauer: 14.000 |

| 18. April 1976 | Chicago Black Hawks Cliff Koroll (10:31) | 1:4 (1:1, 0:1, 0:2) Spielbericht Stand: 0:4 | Canadiens de Montréal Serge Savard (19:05) Pete Mahovlich (22:40) Guy Lafleur (49:56) Doug Jarvis (54:52) | Chicago Stadium, Chicago, Illinois Zuschauer: 15.000 |

### (2) Philadelphia Flyers – (7) Toronto Maple Leafs
| 12. April 1976 | Philadelphia Flyers Reggie Leach (8:01) Orest Kindrachuk (13:59) Bobby Clarke (26:55) Gary Dornhoefer (51:31) | 4:1 (2:1, 1:0, 1:0) Spielbericht Stand: 1:0 | Toronto Maple Leafs Lanny McDonald (12:11) | The Spectrum, Philadelphia, Pennsylvania Zuschauer: 17.077 |

| 13. April 1976 | Philadelphia Flyers Dave Schultz (15:54) Ross Lonsberry (24:24) Don Saleski (25:34) | 3:1 (1:0, 2:1, 0:0) Spielbericht Stand: 2:0 | Toronto Maple Leafs Börje Salming (35:18) | The Spectrum, Philadelphia, Pennsylvania Zuschauer: 17.077 |

| 15. April 1976 | Toronto Maple Leafs Scott Garland (8:27) Claire Alexander (14:00) Errol Thompson (23:25) Ian Turnbull (23:54) Stan Weir (37:14) | 5:4 (2:1, 3:2, 0:1) Spielbericht Stand: 1:2 | Philadelphia Flyers Bobby Clarke (12:00) Gary Dornhoefer (30:58) Jimmy Watson (31:11) Bill Barber (55:12) | Maple Leaf Gardens, Toronto, Ontario Zuschauer: 16.485 |

| 17. April 1976 | Toronto Maple Leafs Errol Thompson (3:11) Börje Salming (36:12) Lanny McDonald (38:59) George Ferguson (45:57) | 4:3 (1:1, 2:0, 1:2) Spielbericht Stand: 2:2 | Philadelphia Flyers Mel Bridgman (12:26) Reggie Leach (43:55) Mel Bridgman (48:30) | Maple Leaf Gardens, Toronto, Ontario Zuschauer: 16.485 |

| 20. April 1976 | Philadelphia Flyers Bill Barber (3:55) Don Saleski (30:04) Gary Dornhoefer (31:24) Don Saleski (31:37) Don Saleski (44:17) Reggie Leach (47:24) Reggie Leach (47:51) | 7:1 (1:0, 3:1, 3:0) Spielbericht Stand: 3:2 | Toronto Maple Leafs Bob Neely (30:42) | The Spectrum, Philadelphia, Pennsylvania Zuschauer: 17.077 |

| 22. April 1976 | Toronto Maple Leafs Darryl Sittler (10:42) Errol Thompson (18:21) Darryl Sittler (30:47) Darryl Sittler (31:19) Darryl Sittler (39:21) Darryl Sittler (42:06) Jack Valiquette (50:16) Claire Alexander (55:31) | 8:5 (2:1, 3:2, 3:2) Spielbericht Stand: 3:3 | Philadelphia Flyers Orest Kindrachuk (4:52) Tom Bladon (36:43) Reggie Leach (36:51) Bill Barber (50:03) Larry Goodenough (54:31) | Maple Leaf Gardens, Toronto, Ontario Zuschauer: 16.485 |

| 25. April 1976 | Philadelphia Flyers André Dupont (10:05) Don Saleski (24:43) Mel Bridgman (25:48) Mel Bridgman (26:04) Ross Lonsberry (27:59) Reggie Leach (39:07) Bill Barber (49:45) | 7:3 (1:2, 5:0, 1:1) Spielbericht Stand: 4:3 | Toronto Maple Leafs Jack Valiquette (1:24) Bob Neely (18:56) Ian Turnbull (58:24) | The Spectrum, Philadelphia, Pennsylvania Zuschauer: 17.077 |

### (3) Boston Bruins – (6) Los Angeles Kings
| 11. April 1976 | Boston Bruins Ken Hodge (16:34) Jean Ratelle (16:57) Dave Forbes (20:52) Jean Ratelle (46:15) | 4:0 (2:0, 1:0, 1:0) Spielbericht Stand: 1:0 | Los Angeles Kings | Boston Garden, Boston, Massachusetts Zuschauer: 13.914 |

| 13. April 1976 | Boston Bruins Jean Ratelle (5:53) Johnny Bucyk (34:31) | 2:3 n. V. (1:0, 1:1, 0:1, 0:1) Spielbericht Stand: 1:1 | Los Angeles Kings Marcel Dionne (23:08) Marcel Dionne (46:53) Butch Goring (60:27) | Boston Garden, Boston, Massachusetts Zuschauer: 13.942 |

| 15. April 1976 | Los Angeles Kings Mike Murphy (9:23) Marcel Dionne (16:17) Marcel Dionne (22:21) Marcel Dionne (42:51) Don Kozak (48:13) Bob Nevin (52:57) | 6:4 (2:2, 1:1, 3:1) Spielbericht Stand: 2:1 | Boston Bruins Gregg Sheppard (5:02) Brad Park (7:37) Don Marcotte (36:58) Dallas Smith (55:33) | The Forum, Inglewood, Kalifornien Zuschauer: 16.005 |

| 17. April 1976 | Los Angeles Kings | 0:3 (0:1, 0:1, 0:1) Spielbericht Stand: 2:2 | Boston Bruins Gregg Sheppard (17:28) Jean Ratelle (23:52) Don Marcotte (58:49) | The Forum, Inglewood, Kalifornien Zuschauer: 16.005 |

| 20. April 1976 | Boston Bruins Don Marcotte (17:41) Bobby Schmautz (20:55) Ken Hodge (26:31) Brad Park (33:52) Jean Ratelle (36:12) Brad Park (49:03) Terry O’Reilly (50:46) | 7:1 (1:1, 4:0, 2:0) Spielbericht Stand: 3:2 | Los Angeles Kings Marcel Dionne (6:39) | Boston Garden, Boston, Massachusetts Zuschauer: 13.852 |

| 22. April 1976 | Los Angeles Kings Tom Williams (20:21) Mike Corrigan (50:50) Mike Corrigan (57:48) Butch Goring (78:28) | 4:3 n. V. (0:0, 1:3, 2:0, 1:0) Spielbericht Stand: 3:3 | Boston Bruins Bobby Schmautz (21:00) Darryl Edestrand (36:14) Gregg Sheppard (39:45) | The Forum, Inglewood, Kalifornien Zuschauer: 16.005 |

| 25. April 1976 | Boston Bruins Jean Ratelle (29:42) Ken Hodge (32:21) Jean Ratelle (46:16) | 3:0 (0:0, 2:0, 1:0) Spielbericht Stand: 4:3 | Los Angeles Kings | Boston Garden, Boston, Massachusetts Zuschauer: 14.567 |

### (4) Buffalo Sabres – (5) New York Islanders
| 11. April 1976 | Buffalo Sabres René Robert (5:37) Gilbert Perreault (15:30) Don Luce (20:19) Rick Martin (36:28) René Robert (47:26) | 5:3 (2:0, 2:1, 1:2) Spielbericht Stand: 1:0 | New York Islanders Billy Harris (32:43) Bob Nystrom (46:19) Garry Howatt (56:37) | Buffalo Memorial Auditorium, Buffalo, New York Zuschauer: 16.433 |

| 13. April 1976 | Buffalo Sabres Brian Spencer (10:27) Don Luce (22:05) Danny Gare (74:04) | 3:2 n. V. (1:0, 1:0, 0:2, 1:0) Spielbericht Stand: 2:0 | New York Islanders Denis Potvin (53:07) Jean-Paul Parisé (58:55) | Buffalo Memorial Auditorium, Buffalo, New York Zuschauer: 16.433 |

| 15. April 1976 | New York Islanders Billy Harris (3:23) Jude Drouin (7:17) Jean-Paul Parisé (32:39) Bill MacMillan (51:04) Billy Harris (51:39) | 5:3 (2:0, 1:2, 2:1) Spielbericht Stand: 1:2 | Buffalo Sabres Gilbert Perreault (31:34) Don Luce (39:55) Rick Martin (48:50) | Nassau Veterans Memorial Coliseum, Uniondale, New York Zuschauer: 14.865 |

| 17. April 1976 | New York Islanders Denis Potvin (2:08) Garry Howatt (33:00) Denis Potvin (38:02) Billy Harris (38:44) | 4:2 (1:1, 3:0, 0:1) Spielbericht Stand: 2:2 | Buffalo Sabres René Robert (5:25) Danny Gare (52:31) | Nassau Veterans Memorial Coliseum, Uniondale, New York Zuschauer: 14.865 |

| 20. April 1976 | Buffalo Sabres Rick Martin (5:37) Danny Gare (6:57) Jim Lorentz (50:16) | 3:4 (2:2, 0:0, 1:2) Spielbericht Stand: 2:3 | New York Islanders André St. Laurent (7:40) Jean-Paul Parisé (14:10) Denis Potvin (55:32) Bert Marshall (59:41) | Buffalo Memorial Auditorium, Buffalo, New York Zuschauer: 16.433 |

| 22. April 1976 | New York Islanders Jude Drouin (7:45) Ed Westfall (33:07) Clark Gillies (45:58) | 3:2 (1:0, 1:1, 1:1) Spielbericht Stand: 4:2 | Buffalo Sabres Gilbert Perreault (24:42) Jerry Korab (44:09) | Nassau Veterans Memorial Coliseum, Uniondale, New York Zuschauer: 14.865 |

## Halbfinale

### (1) Canadiens de Montréal – (5) New York Islanders
| 27. April 1976 | Canadiens de Montréal Steve Shutt (28:05) Larry Robinson (53:18) Yvan Cournoyer (54:44) | 3:2 (0:0, 1:1, 2:1) Spielbericht Stand: 1:0 | New York Islanders Ed Westfall (23:40) Bill MacMillan (46:59) | Forum de Montréal, Montréal, Québec Zuschauer: 16.594 |

| 29. April 1976 | Canadiens de Montréal Bob Gainey (2:46) Steve Shutt (4:06) Guy Lapointe (26:23) Serge Savard (42:42) | 4:3 (2:0, 1:1, 1:2) Spielbericht Stand: 2:0 | New York Islanders Jude Drouin (36:33) Ralph Stewart (44:34) Jude Drouin (48:14) | Forum de Montréal, Montréal, Québec Zuschauer: 16.995 |

| 1. Mai 1976 | New York Islanders Garry Howatt (11:29) Bryan Trottier (12:44) | 2:3 (2:0, 0:0, 0:3) Spielbericht Stand: 0:3 | Canadiens de Montréal Guy Lapointe (43:29) Jim Roberts (51:50) Yvon Lambert (56:12) | Nassau Veterans Memorial Coliseum, Uniondale, New York Zuschauer: 14.865 |

| 4. Mai 1976 | New York Islanders Jude Drouin (6:55) Denis Potvin (7:30) Jude Drouin (25:53) Bill MacMillan (33:29) Lorne Henning (59:14) | 5:2 (2:0, 2:0, 1:2) Spielbericht Stand: 1:3 | Canadiens de Montréal Guy Lafleur (57:21) Guy Lafleur (58:26) | Nassau Veterans Memorial Coliseum, Uniondale, New York Zuschauer: 14.865 |

| 6. Mai 1976 | Canadiens de Montréal Steve Shutt (22:38) Murray Wilson (30:29) Serge Savard (39:01) Pete Mahovlich (54:47) Steve Shutt (57:10) | 5:2 (0:0, 3:1, 2:1) Spielbericht Stand: 4:1 | New York Islanders Garry Howatt (31:52) Bob Nystrom (56:30) | Forum de Montréal, Montréal, Québec Zuschauer: 16.794 |

### (2) Philadelphia Flyers – (3) Boston Bruins
| 27. April 1976 | Philadelphia Flyers Orest Kindrachuk (18:45) Reggie Leach (35:10) | 2:4 (1:1, 1:1, 0:2) Spielbericht Stand: 0:1 | Boston Bruins Gary Doak (7:45) Ken Hodge (32:09) Dallas Smith (44:29) Gregg Sheppard (46:17) | The Spectrum, Philadelphia, Pennsylvania Zuschauer: 17.077 |

| 29. April 1976 | Philadelphia Flyers Don Saleski (8:20) Reggie Leach (73:38) | 2:1 n. V. (1:0, 0:0, 0:1, 1:0) Spielbericht Stand: 1:1 | Boston Bruins Johnny Bucyk (53:17) | The Spectrum, Philadelphia, Pennsylvania Zuschauer: 17.077 |

| 2. Mai 1976 | Boston Bruins Jean Ratelle (11:09) Wayne Cashman (33:56) | 2:5 (1:1, 1:1, 0:3) Spielbericht Stand: 1:2 | Philadelphia Flyers Ross Lonsberry (5:26) Bill Barber (39:11) Mel Bridgman (42:11) Reggie Leach (47:02) Tom Bladon (54:30) | Boston Garden, Boston, Massachusetts Zuschauer: 15.003 |

| 4. Mai 1976 | Boston Bruins Terry O’Reilly (11:49) Terry O’Reilly (19:39) | 2:4 (2:1, 0:1, 0:2) Spielbericht Stand: 1:3 | Philadelphia Flyers Mel Bridgman (18:31) Reggie Leach (20:23) Orest Kindrachuk (42:59) Joe Watson (57:59) | Boston Garden, Boston, Massachusetts Zuschauer: 15.003 |

| 6. Mai 1976 | Philadelphia Flyers Reggie Leach (5:45) Reggie Leach (22:02) Reggie Leach (28:51) Reggie Leach (37:09) Reggie Leach (48:07) Larry Goodenough (57:13) | 6:3 (1:0, 3:1, 2:2) Spielbericht Stand: 4:1 | Boston Bruins Gregg Sheppard (20:59) Don Marcotte (46:09) André Savard (57:57) | The Spectrum, Philadelphia, Pennsylvania Zuschauer: 17.077 |

## Stanley-Cup-Finale

### (1) Canadiens de Montréal – (2) Philadelphia Flyers
| 9. Mai 1976 | Canadiens de Montréal Jim Roberts (24:04) Larry Robinson (26:30) Jacques Lemaire (50:02) Guy Lapointe (58:38) | 4:3 (0:2, 2:0, 2:1) Spielbericht Stand: 1:0 | Philadelphia Flyers Reggie Leach (0:21) Ross Lonsberry (13:22) Larry Goodenough (45:17) | Forum de Montréal, Montréal, Québec Zuschauer: 17.582 |

| 11. Mai 1976 | Canadiens de Montréal Jacques Lemaire (35:19) Guy Lafleur (42:41) | 2:1 (0:0, 1:0, 1:1) Spielbericht Stand: 2:0 | Philadelphia Flyers Dave Schultz (57:35) | Forum de Montréal, Montréal, Québec Zuschauer: 17.687 |

| 13. Mai 1976 | Philadelphia Flyers Reggie Leach (8:40) Reggie Leach (18:14) | 2:3 (2:1, 0:1, 0:1) Spielbericht Stand: 0:3 | Canadiens de Montréal Steve Shutt (3:17) Steve Shutt (21:09) Pierre Bouchard (49:16) | The Spectrum, Philadelphia, Pennsylvania Zuschauer: 17.077 |

| 16. Mai 1976 | Philadelphia Flyers Reggie Leach (0:40) Bill Barber (18:20) André Dupont (33:59) | 3:5 (2:2, 1:1, 0:2) Spielbericht Stand: 0:4 | Canadiens de Montréal Steve Shutt (5:35) Pierre Bouchard (11:48) Yvan Cournoyer (39:49) Guy Lafleur (54:18) Pete Mahovlich (55:16) | The Spectrum, Philadelphia, Pennsylvania Zuschauer: 17.077 |

### Stanley-Cup-Sieger
| Stanley-Cup-Sieger Canadiens de Montréal | Torhüter: Ken Dryden, Michel Larocque Verteidiger: Pierre Bouchard, Rick Chartraw, Guy Lapointe, Bill Nyrop, Larry Robinson, Serge Savard Angreifer: Yvan Cournoyer (C), Bob Gainey, Doug Jarvis, Guy Lafleur, Yvon Lambert, Jacques Lemaire, Pete Mahovlich, Doug Risebrough, Jim Roberts, Steve Shutt, Mario Tremblay, Murray Wilson Cheftrainer: Scotty Bowman General Manager: Sam Pollock |

Don Awrey und John Van Boxmeer wurden nicht auf dem Stanley Cup verewigt, obwohl sie beide mehr als die Hälfte der Spiele der regulären Saison absolvierten und somit nach heutigen Maßstäben automatisch qualifiziert gewesen wären.

## Beste Scorer
Abkürzungen: GP = Spiele, G = Tore, A = Assists, Pts = Punkte, +/− = Plus/Minus, PIM = Strafminuten; Fett: Bestwert
| Spieler          | Team         | GP | G  | A  | Pts | +/− | PIM |
| ---------------- | ------------ | -- | -- | -- | --- | --- | --- |
| Reggie Leach     | Philadelphia | 16 | 19 | 5  | 24  | +14 | 8   |
| Denis Potvin     | NY Islanders | 13 | 5  | 14 | 19  | +9  | 32  |
| Guy Lafleur      | Montréal     | 13 | 7  | 10 | 17  | +10 | 2   |
| Jean Ratelle     | Boston       | 12 | 8  | 8  | 16  | +2  | 4   |
| Bobby Clarke     | Philadelphia | 16 | 2  | 14 | 16  | +11 | 28  |
| Steve Shutt      | Montréal     | 13 | 7  | 8  | 15  | +9  | 2   |
| Jude Drouin      | NY Islanders | 13 | 6  | 9  | 15  | +8  | 0   |
| Mel Bridgman     | Philadelphia | 16 | 6  | 8  | 14  | +1  | 31  |
| Larry Goodenough | Philadelphia | 16 | 3  | 11 | 14  | +8  | 6   |
| Bill Barber      | Philadelphia | 16 | 6  | 7  | 13  | +9  | 18  |

Serge Savard von den Canadiens de Montréal erreichte die beste Plus/Minus-Statistik mit einem Wert von +15.

## Beste Torhüter
Die kombinierte Tabelle zeigt die jeweils drei besten Torhüter in den Kategorien Gegentorschnitt und Fangquote sowie die jeweils Führenden in den Kategorien Shutouts und Siege.
Abkürzungen: GP = Spiele, Min = Eiszeit (in Minuten), W = Siege, L = Niederlagen, GA = Gegentore, SO = Shutouts, Sv% = gehaltene Schüsse (in %), GAA = Gegentorschnitt; Fett: Bestwert; Sortiert nach Gegentorschnitt.
 Erfasst werden nur Torhüter mit 180 absolvierten Spielminuten.
| Spieler        | Team      | GP | Min    | W  | L | GA | SO | Sv%  | GAA  |
| -------------- | --------- | -- | ------ | -- | - | -- | -- | ---- | ---- |
| Ken Dryden     | Montréal  | 13 | 779:18 | 12 | 1 | 25 | 1  | 92,8 | 1,92 |
| Ed Staniowski  | St. Louis | 3  | 206:10 | 1  | 2 | 7  | 0  | 94,6 | 2,04 |
| Gerry Cheevers | Boston    | 6  | 392:22 | 2  | 4 | 14 | 1  | 91,7 | 2,14 |
| Gilles Gilbert | Boston    | 6  | 359:48 | 3  | 3 | 19 | 2  | 86,8 | 3,17 |